# Ryfylke

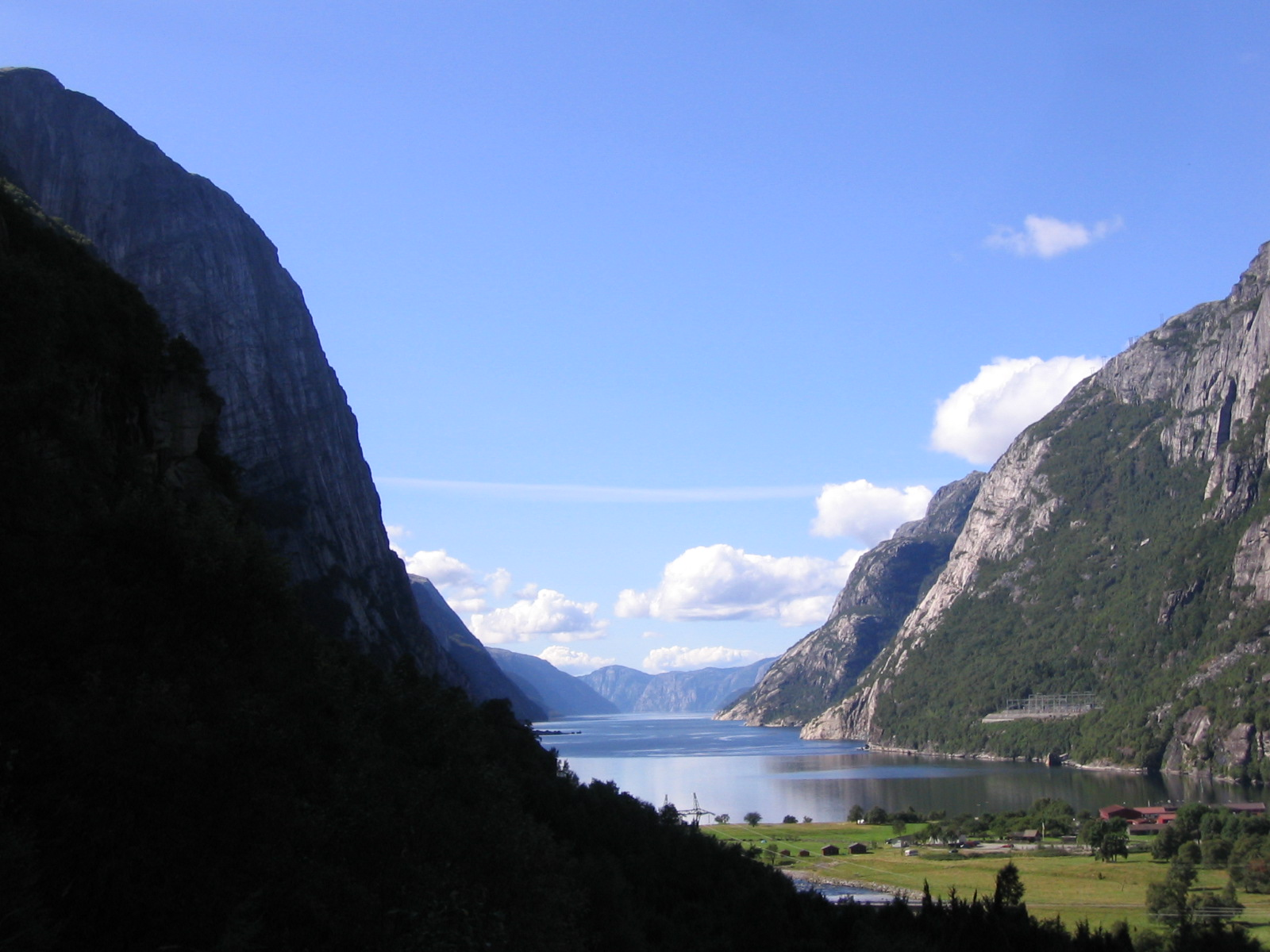
Lysefjord.

Mapa de la provincia de Rogaland y sus distritos.
Ryfylke
Jæren
Dalane
Haugalandet

Ryfylke es un distrito tradicional en la región de Vestlandet, Noruega, situado al noreste de Stavanger, al este de Haugesund y al oeste de Setesdal y Sirdal.
Ryfylke comprende los municipios de Sauda, Suldal, Finnøy, Hjelmeland, Forsand, Strand, Kvitsøy y Rennesøy. Las ciudades más grandes son Sauda y Jørpeland.

## Etimología
En nórdico antiguo, la forma  del nombre era Rygjafylki. El primer elemento es el genitivo plural de la palabra rygr, que significa «persona de Rogaland». El último elemento significa condado.

## Geografía
La zona de Ryfylke es una de las de mayor atractivo turístico natural del sudoeste de Noruega, gracias a sus paisajes agrestes y una baja densidad de población.
La parte norte de los municipios de Sauda y Suldal se conoce como Ryfylke interior, mientras que la parte oriental, más montañosa, se llama Ryfylkeheiene. El paisaje es muy diverso y representa a una Noruega en miniatura con islas y archipiélagos, tierras bajas, fiordos, montañas y estrechos llanos rodeados de los tradicionales  altos picos de montañas costeras.
Ryfylke tiene atracciones turísticas  de renombre mundial como el Lysefjord con su acantilado Preikestolen y la roca colgante en la montaña Kjerag.

## Pueblos
Listado de localidades en Ryfylke, clasificados por la población 1 de enero de 2014 (municipio entre paréntesis):
- Jørpeland - 6812 (Strand)
- Sauda - 4289 (Sauda)
- Tau - 3083 (Strand)
- Sand - 1158 (Suldal)
- Vikevåg - 946 (Rennesoy)
- Judaberg - 684 (Finney)
- Østhusvik - 636 (Rennesoy)
- Hjelmelandsvågen - 581 (Hjelmeland)
- Forsand - 516 (Forsand)
- Askje - 495 (Rennesoy)
- Ydstebøhavn - 386 (Kvitsøy)
- Fister - 232 (Hjelmeland)

A Jørpeland se le concedió el estatus de ciudad por el municipio en 1998, A Sauda en 1999.

## Galería

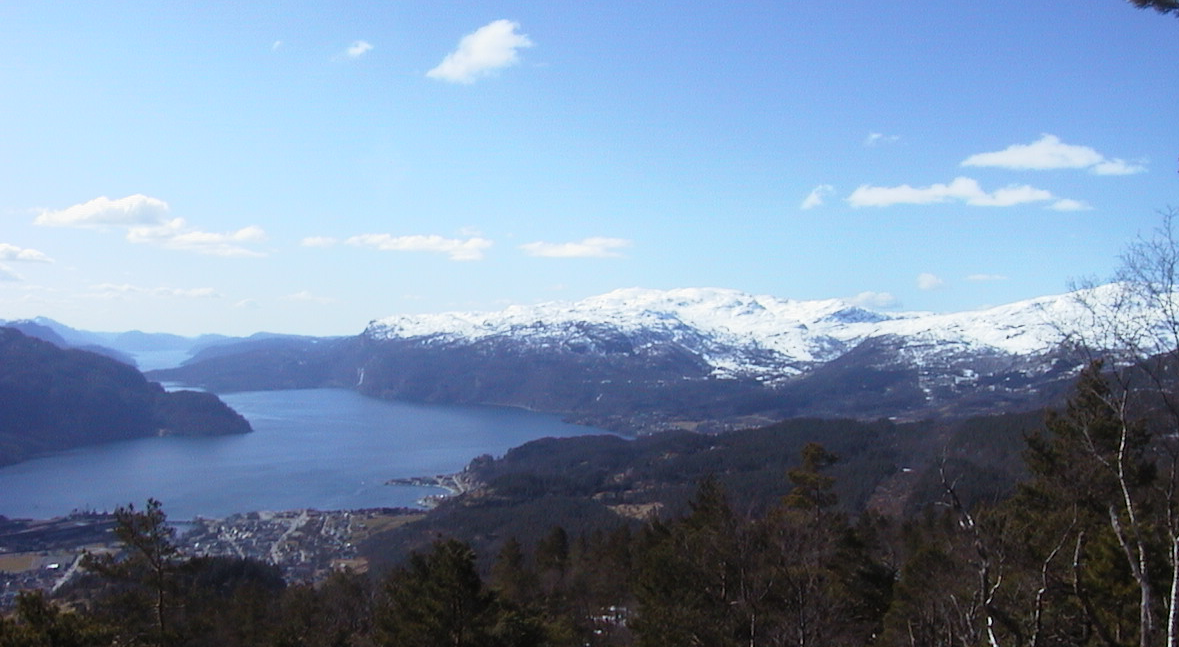
Vista del fiordo Saudafjord
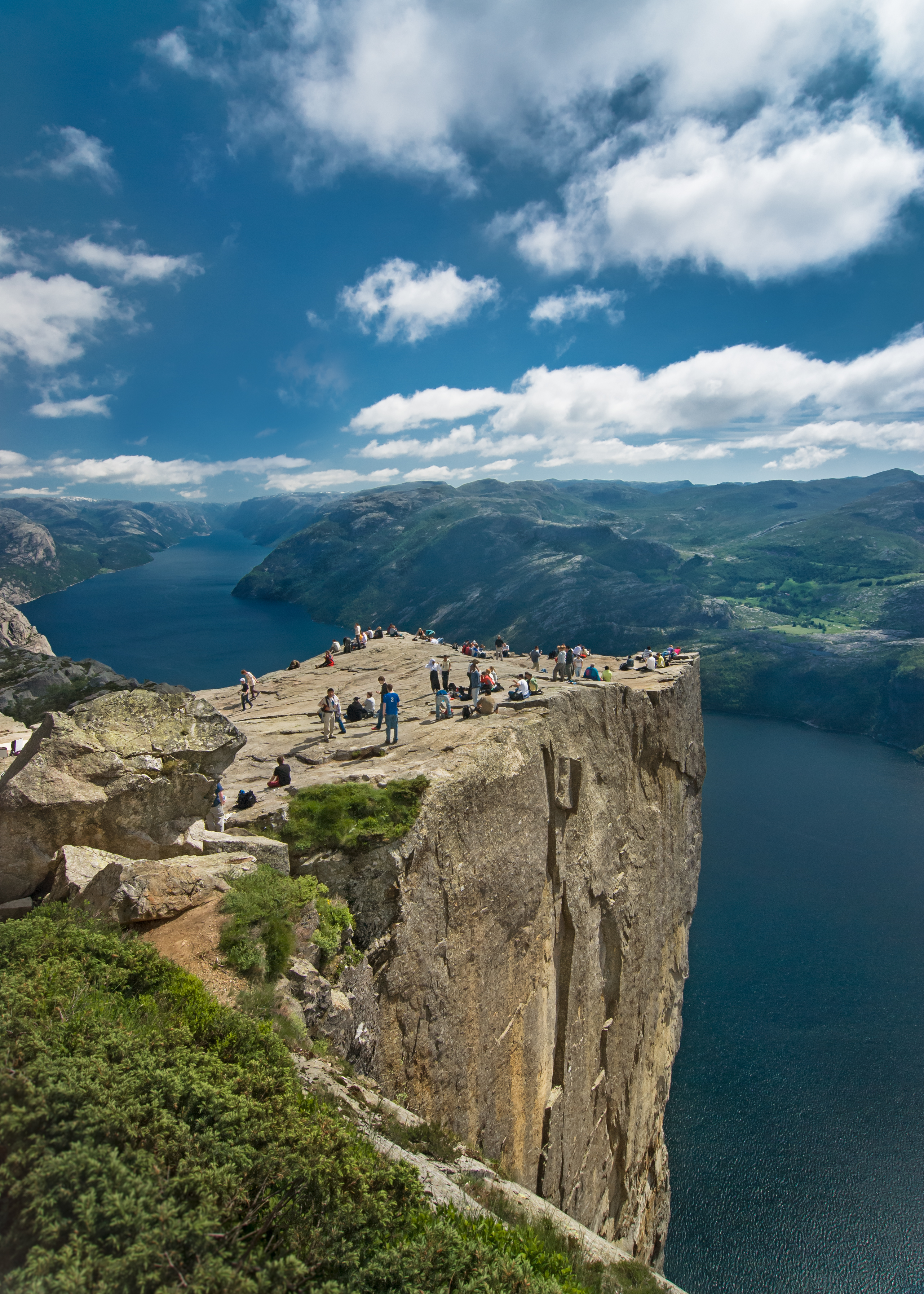
Preikestolen
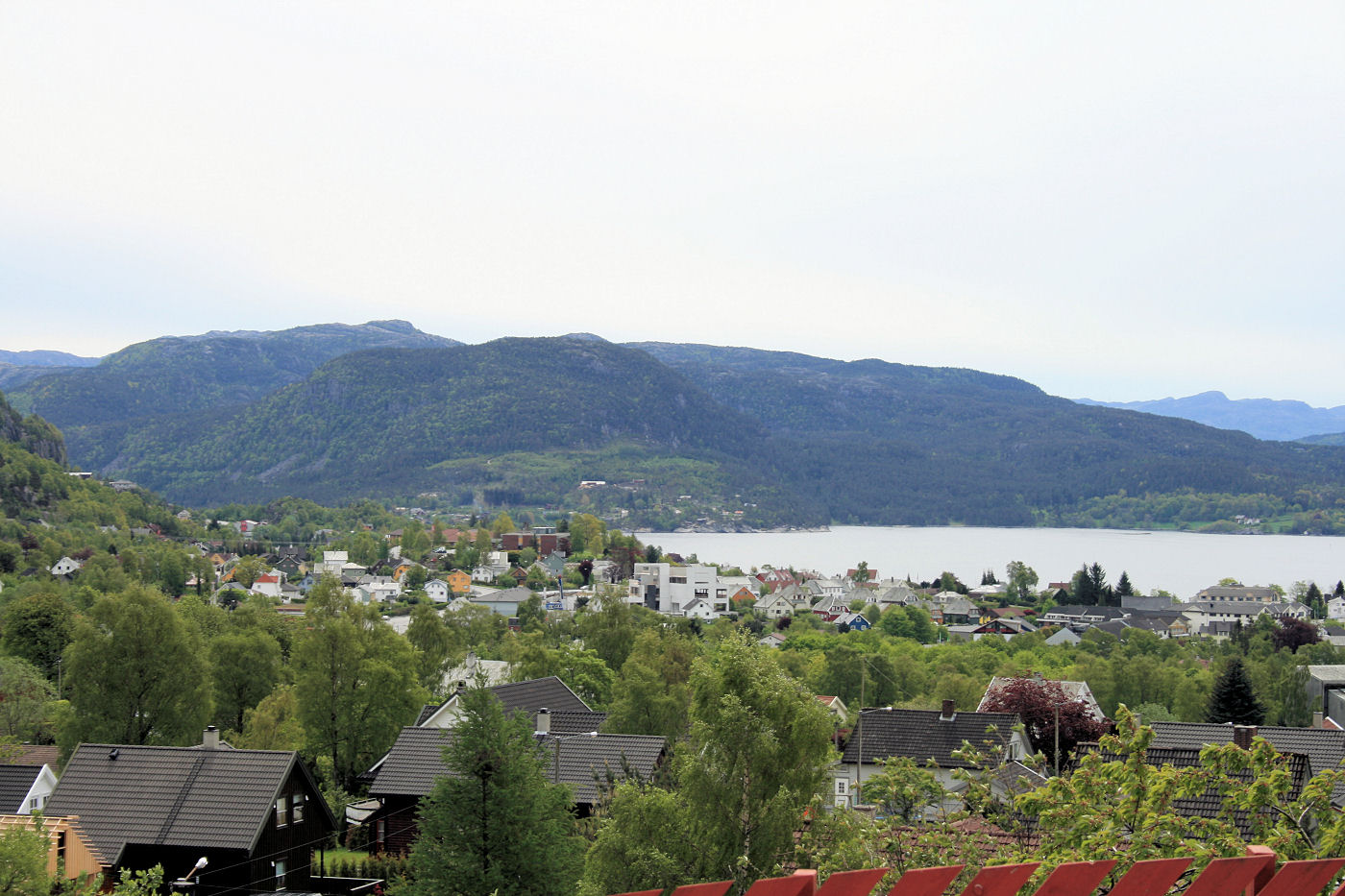
Jørpeland